# Красносєльцев Микола Хомич
Микола Хомич Красносєльцев (нар. 8 грудня 1845, Самарська губернія — пом. 11 вересня 1898, Стамбул, Османська імперія) — археолог, історик християнської церкви.

## Життєпис
Народився 8 грудня 1845 року у Самарській губернії у родині сільського священика.
Середню освіту отримав у декількох семінаріях на території Росії. Вищу освіту отримав у Казанській духовній академії. Найбільший вплив на становлення особистості науковця мали професори: архієпископ Никанор та І. Порфірьєв. У 1870—1880 роках викладав на посаді екстраординарного професора у Казанській духовній академії церковну археологію, літургію, історію римської літератури. У 1883—1886 роках редагував періодичне видання Казанської духовної академії «Православный собеседник». У Казані захистив магістерську дисертацію. Декілька разів їздив у наукові відрядження у Італію та на Близькій Схід. У 1889—1898 роках викладав в Імператорському Новоросійському університеті (нині — Одеський національний університет імені І. І. Мечникова) на посаді екстраординарного та ординарного професора кафедри церковної історії курси історії християнської церкви, спецкурси з історіографії та історії церковної літератури, огляд джерел церковної історії тощо. Як педагог мав великий успіх серед студентів, незважаючи на те, що курси релігієзнавчого циклу загалом не викликали інтересу студентів в університетах Російської імперії. Найближчими учнями професора були О. Дмітрієвський та Олександр Алмазов — відповідно професори Київської духовної академії та Імператорського Новоросійського університету. Був членом багатьох наукових товариств. В Одесі активно діяв у ІФТ при Імператорському Новоросійському університеті та Одеського товариства історії і старожитностей. Брав участь у роботі низки археологічних з'їздів.
Помер 11 вересня 1898 року у Константинополі, де і був похований.
За іншими даними був похований на Першому Християнському цвинтарі. 1937 року комуністичною владою цвинтар було зруйновано. На його місці був відкритий «Парк Ілліча» з розважальними атракціонами, а частина була передана місцевому зоопарку. Нині достеменно відомо лише про деякі перепоховання зі Старого цвинтаря, а дані про перепоховання Красносєльцева відсутні.

## Науковий доробок
Творча спадщина історика нараховує близько 60 праць. Його учень та послідовник Олександр Алмазов виділяв три групи праць свого вчителя:
- церковно-археологічні;
- літургійні;
- історичні та історико-літературні.

Однак ця класифікація є доволі неточною, адже друга група фактично розчиняється у двох інших, а між першою та третьою групою майже відсутня межа. Всі праці історика так чи інакше слід назвати історико-церковними та поділити на конкретно-історичні, теоретико-методологічні та джерелознавчі. На відміну від більшості своїх колег (наприклад Олександра Клітіна) намагався перетворити предмет історії церкви на суто наукову дисципліну, що була б більш пов'язана зі світською історією, аніж з богослов'ям, інакше кажучи, деконфесіоналізувати історію церкви. Головним засобом такого перевтілення він вважав археологічні дослідження, які до того ж дозволять більше дізнатися про побут церкви. Став першим видатним церковним археологом. Зокрема, він дослідив особливості виникнення християнських храмів, давньохристиянське мистецтво за даними барельєфів та інших предметів. Він провів порівняльний аналіз християнського та юдейського храмового зодчества. Професор не був лише збирачем та описувачем археологічних пам'яток, проникаючи у сутність археологічних даних, вдивляючись в археологічні пам'ятки як виразники ідей та явищ церковного життя. Археологічні студії поєднував з ґрунтовним вивченням церковних текстів, багато з яких він вперше виявив у церковних книгосховищах. Зокрема, він знайшов «Тіпік» Софійського собору в Стамбулі, який вважався втраченим. Головну увагу він зосередив на дослідженні літургійних апокрифічних текстів, які мали велике значення для дослідження народних релігійних уявлень. Приділяв увагу описанню текстів та порівнянню різних списків, став одним з перших дослідників церковної журналістики. До творчого доробку науковця входять також докладні біографії деяких представників духовного стану, дослідження діяльності християнських місій на Сході.

### Праці
- Западные миссии против татар-язычников и особенно против татар-мухаммедан. — Казань, 1872;
- Очерки из истории христианского храма. — Казань, 1881. — В. 1;
- Церковная археология на русских археологических съездах. — Казань, 1887;
- О значении археологических открытий для обработки древней церковной истории. — Одесса, 1889;
- Патриарх Фотий и византийское богослужение его времени // Записки ИНУ. — Т. 58. — 1892.